# Francis Browne, IV visconte Montagu
Francis Browne, IV visconte Montagu (1638 – 1708), è stato un nobile e politico inglese che ricoprì il titolo nobiliare dal 1682 fino alla sua morte.

## Biografia
Figlio maggiore di Francis Browne, III visconte Montagu, e di Lady Elizabeth Somerset, discendente di Henry Somerset, I marchese di Worcester, acquisì il titolo di Visconte Montagu alla morte del padre nel 1682.
Tra i suoi incarichi di rilievo, partecipò nel 1685 all'incoronazione di Giacomo II d'Inghilterra con il ruolo di assistente coppiere. Successivamente, nel febbraio 1688, fu scelto come Lord Luogotenente del Sussex, in sostituzione di Charles Sackville, VI conte di Dorset, il quale si era opposto a chiedere ai magistrati locali di sostenere l'abolizione delle leggi penali e di test contro i cattolici. Tuttavia, il suo mandato fu interrotto pochi mesi dopo a causa della Gloriosa Rivoluzione, che portò nuovamente Dorset alla carica.
Francis Browne sposò Lady Mary Herbert, figlia di William Herbert, I marchese di Powis. Nonostante il matrimonio, non ebbero eredi. Morì nel 1708 e il titolo nobiliare passò a suo fratello minore Henry.